# Округ Њутон (Арканзас)
Округ Њутон (енгл. Newton County) је округ у америчкој савезној држави Арканзас. По попису из 2010. године број становника је 8.330. Седиште округа је град Jasper.

## Демографија
Према попису становништва из 2010. у округу је живело 8.330 становника, што је 278 (3,2%) становника мање него 2000. године.
| Група             | 2000.         | 2010.         |
| Белци             | 8.333 (96,8%) | 7.894 (94,8%) |
| Афроамериканци    | 12 (0,1%)     | 9 (0,1%)      |
| Азијати           | 14 (0,2%)     | 25 (0,3%)     |
| Хиспаноамериканци | 93 (1,1%)     | 141 (1,7%)    |
| Укупно            | 8.608         | 8.330         |